# Prerow
Prerow [ˈpreːroː] er en by og kommune i det nordøstlige Tyskland med 1.498 indbyggere[kilde mangler], beliggende under Landkreis Vorpommern-Rügen på halvøen Fischland-Darß-Zingst. Landkreis Vorpommern-Rügen ligger i delstaten Mecklenburg-Vorpommern. Den største del af kommunen befinder sig på Darß, en mindre del på Zingst, begge dele er en del af halvøen.
Prerow er en badeby ved Østersøen mellem byerne Rostock og Stralsund, og Østersøbadet er omgivet af Prerow Nationalpark Vorpommersche Boddenlandschaft.

## Historie
Navnet Prerow betyder "grav" og "gennembrud", afledt af det slaviske ord prerova og som betegner søgaten Prerow-Strom, der i det 14. århundrede spillede en vigtig rolle som passage mellem Barth og Østersøen.
Fisker- og sømandsbyen Prerow blev første gang nævnt i det 12. århundrede. Øst for Prerow, på den nuværende halvø Zingst, befinder der sig ved Prerower Strom rester af middelalderborgen "Hertesburg", som første gang omtales i den slaviske fyrst Wizlaws regeringstid. Borgen var i løbet af det 14. århundrede flere gange skueplads for krigeriske uoverensstemmelser mellem mecklenburgske, pommerske og rügiske tropper. Som en del af Pommern var Prerow fra Trediveårskrigen indtil Wienerkongressen en del af Svensk Forpommern og kom den 23. oktober 1815 som „Neuvorpommern“ til den preusiske provins Provinz Pommern. I årene 1715 til 1720 tilhørte Prerow, indtil slutningen af Den Store Nordiske Krig, Kongeriget Danmark. 
Fra 1860 stagnerede sejlskibsfarten og dermed befolkningstilvæksten, men i 1880 begyndte turismen at udvikle sig med blandt andet strandpromenader. Foruden den traditionelle byggemåde opstod der også en selvstændig byggearkitektur med havbade og ferievillaer. I 1910 blev byen tilsluttet jernbanenettet. Omkring 1940 havde Prerow 1.250 indbyggere[kilde mangler]. Fra omkring 1943 forårsagede flygtningestrømmen fra øst og senere bygningen af feriehuse, en øget befolkningstilvækst som nåede sit højdepunkt i 1990erne. I år 2.000 havde kommunen 1.850 indbyggere[kilde mangler].